# Sergestes atlanticus
Sergestes atlanticus är en kräftdjursart som beskrevs av H. Milne Edwards 1830. Sergestes atlanticus ingår i släktet Sergestes och familjen Sergestidae. Inga underarter finns listade i Catalogue of Life.